# Sanford (Florida)
Sanford è un comune (city) statunitense, capoluogo della contea di Seminole in Florida. 
Posta sulla sponda inferiore del Lago Monroe è un porto sul fiume Saint Johns.

## Infrastrutture e trasporti
Vicino a Sanford è presente l'Aeroporto Internazionale di Orlando Sanford.